# Замок Довнін

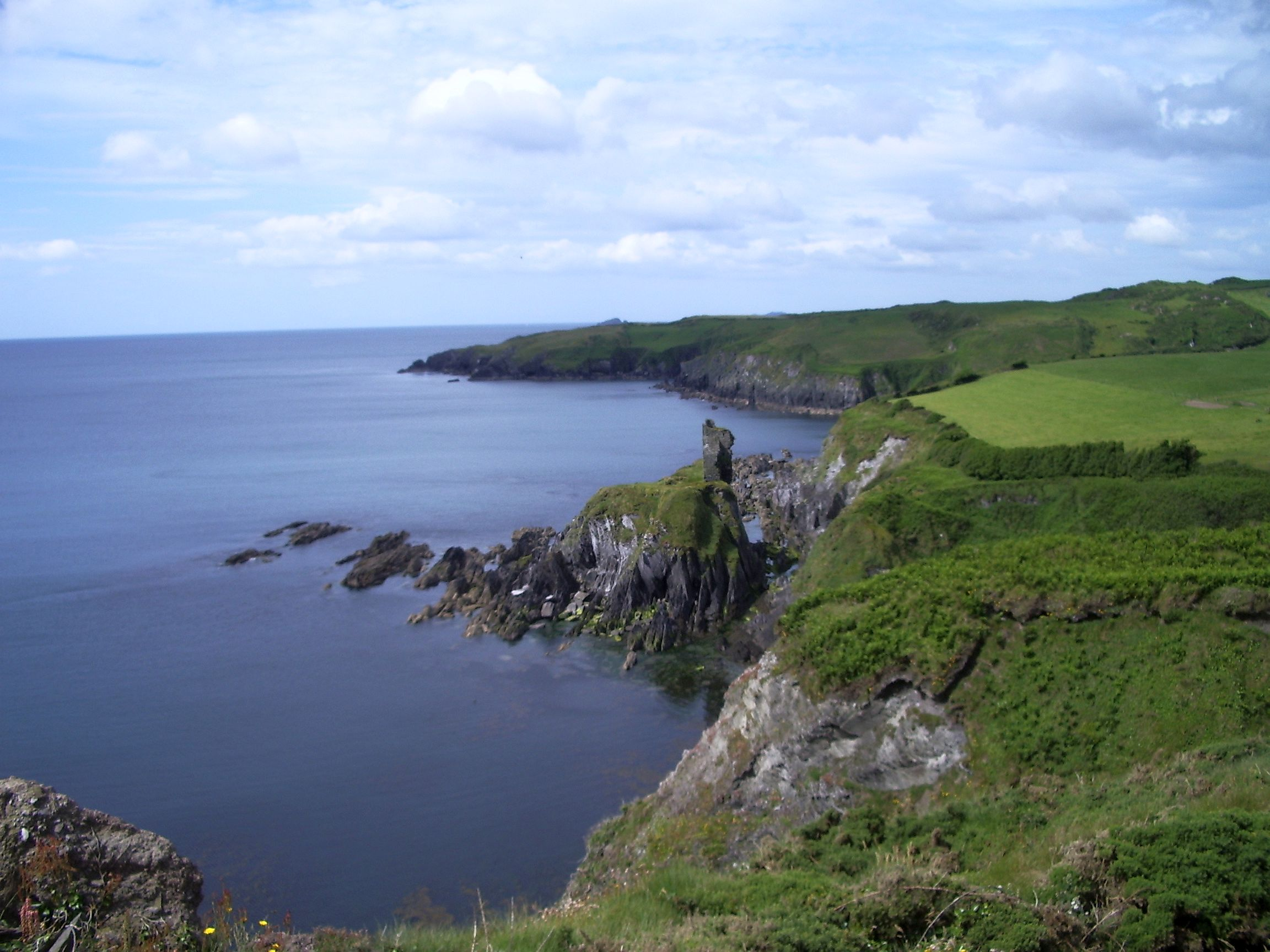
Замок Довнін.

Замок Довнін (англ. Castle Downeen) — один із замків Ірландії, розташований в графстві Корк, в землях Роскарбері. Нині замок лежить в руїнах.

## Історія замку Довнін
Замок Довнін розташований на острові, на скелі, який називається Кастл-Бей — Затока Замку. Замок був побудований десь приблизно в XIV столітті ірландським кланом Мак Карті Ре. Замок потім належав цьому клану, а потім клану О'Ковгіг. Ці клани були незалежними від Англії і свої землі вважали окремим королівством Десмонд. У 1602 році замок був захоплений англійською армією. У той час острів і замок був сполучений з основною частиною Ірландії перешийком. Який називали «мале підніжжя дерева».
На картах Тейлора та Скіннера, що були опубліковані в 1783 році був зображений замок Довнін як резиденція землевласника Сміта. У 1837 році Льюїс писав, що замок Довнін є резиденцією Р. Сміта. У 1851 році замком Довнін володів преподобний Джон Сміт. Замок взяв в оренду Джеймс Курсі. У той час замок оцінювався в 23 фунти стерлінги. У 1944 році Ірландська туристична асоціація згадує замок Довнін як «фермерське помешкання».